# Верхняя Курба
Верхняя Курба — река в России, протекает по Подпорожскому району Ленинградской области.
Исток — озеро Курбозеро на юго-востоке Подпорожского района, недалеко от границы с Тихвинским районом. Бассейн реки захватывает и часть Тихвинского района. Течёт на север, примерно в 5 км от устья пересекает дорогу, связывающую деревню Миницкая с остальной частью района. Впадает в Оять с левого берега, на 227 км от её устья, ниже посёлка Курба.
В Курбозеро впадают протоки без названия, вытекающие из озёр Верхнего и Ульозера.
Длина реки составляет 17 км, площадь водосборного бассейна 96,6 км².

## Данные водного реестра
По данным государственного водного реестра России относится к Балтийскому бассейновому округу, водохозяйственный участок реки — Свирь, речной подбассейн реки — Свирь (включая реки бассейна Онежского озера). Относится к речному бассейну реки Нева (включая бассейны рек Онежского и Ладожского озера).
Код объекта в государственном водном реестре — 01040100812102000012881.